# Rheotanytarsus rioensis
Rheotanytarsus rioensis är en tvåvingeart som beskrevs av Langton och Armitage 1995. Rheotanytarsus rioensis ingår i släktet Rheotanytarsus och familjen fjädermyggor. Inga underarter finns listade i Catalogue of Life.